# Kjole og skørt
|  | Spekulativ artikel Bemærk at denne artikel er præget af spekulationer og bør omskrives, så fakta er understøttet af verificerbare kilder. |

En kjole (skørt eller nederdel) er et stykke tøj, der dækker begge ben. Det hænger løst fra taljen (i modsætning til bukser). Man skelner mellem kjoler, der dækker hele kroppen, og nederdele, der kun dækker benene. I vesten anvendes kjoler, skørter og nederdele primært af kvinder.
Kjolen er for mange en dagligdags beklædningsgenstand. Finere kjoler anvendes ved fester, begivenheder eller arrangementer. Det anses for mere eller mindre obligatorisk for kvinder at bære kjole ved specielle lejligheder.
Til slutningen af 1960'erne og begyndelsen af 1970'erne var kvinder næsten altid klædt i kjole eller nederdel. Kun få skilte sig ud og blev betragtet som påfaldende. En del af kvindefrigørelsen/rødstrømpebevægelsen var, at kvinder kunne gå i bukser. En tid overtog bukserne pladsen som dominerende benklæder for mange kvinder, men der er kommet balance i tingene, så kjoler, nederdele og bukser er ligeværdige. 
For at gøre kjoler eller nederdele nemmere at gå i kan de sys i elastisk stof eller have slidser.

## Symbolsk og kulturel betydning
Kjolen anses i vestlig kultur for være en feminin beklædningsgenstand. 
Kjolen er anvendt som symbol på kvindekønnet, på kvindelighed og på feminine træk. Således er kjolen en del af piktogrammet, der viser dame-toilettet. Og kjolen fremhæves, når man skal symbolisere kvinden. 
Fra gammel tid kendes talemåden "Hvem har bukserne på?" eller "Den der har bukserne på" om hvem, der bestemmer. Talemåden refererer til den tid, hvor manden var familiens overhoved og gik i bukser, mens kvinden gik i kjole. Det har ændret sig radikalt i det 20. århundrede, men talemåden bruges stadig.

## Mænd og kjoler, skørter og nederdele
Selv om det er blevet almindeligt for kvinder at gå i bukser, er det modsatte (ikke at kvinder gik uden bukser, men at mænd gik i kjole) aldrig blevet acceptabelt i vestlig kultur. Der har været enkelte forgæves forsøg på at skabe kjolemode til mænd.
Den eneste undtagelse er den skotske kilt. Den bæres af skotske mænd ved særlige lejligheder. F.eks. bar Kronprinsesse Marys far, John Donaldson, en kilt ved Kronprins Frederik og Marys bryllup.
Der findes dog "kjole og hvidt". Det har dog intet med en kjole at gøre, men med kjol. Præsters uniform er i Danmark en  middelalderlig præstekjole. (se kjole – flertydigt)